# Zella (Willingshausen)
Zella ist ein Ortsteil der Gemeinde Willingshausen im nordhessischen Schwalm-Eder-Kreis.

## Geographie
Das Haufendorf liegt im Südteil der Landschaft Schwalm nordöstlich des Hauptortes am Eder-Zufluss Schwalm. Östlich führt die Bundesstraße 254 am Ort vorbei. Dazwischen verläuft die Trasse der 1995 stillgelegten Eisenbahnstrecke Treysa–Niederaula–Bad Hersfeld, an der Zella einen Bahnhof am Schwalm-Zufluss Grenff hatte.

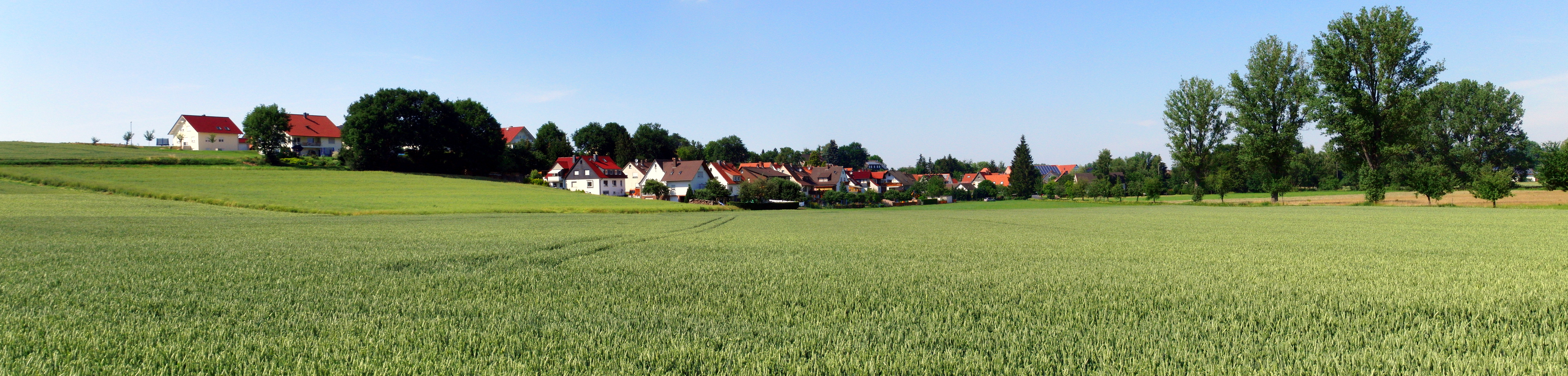
Panorama von Zella

## Geschichte

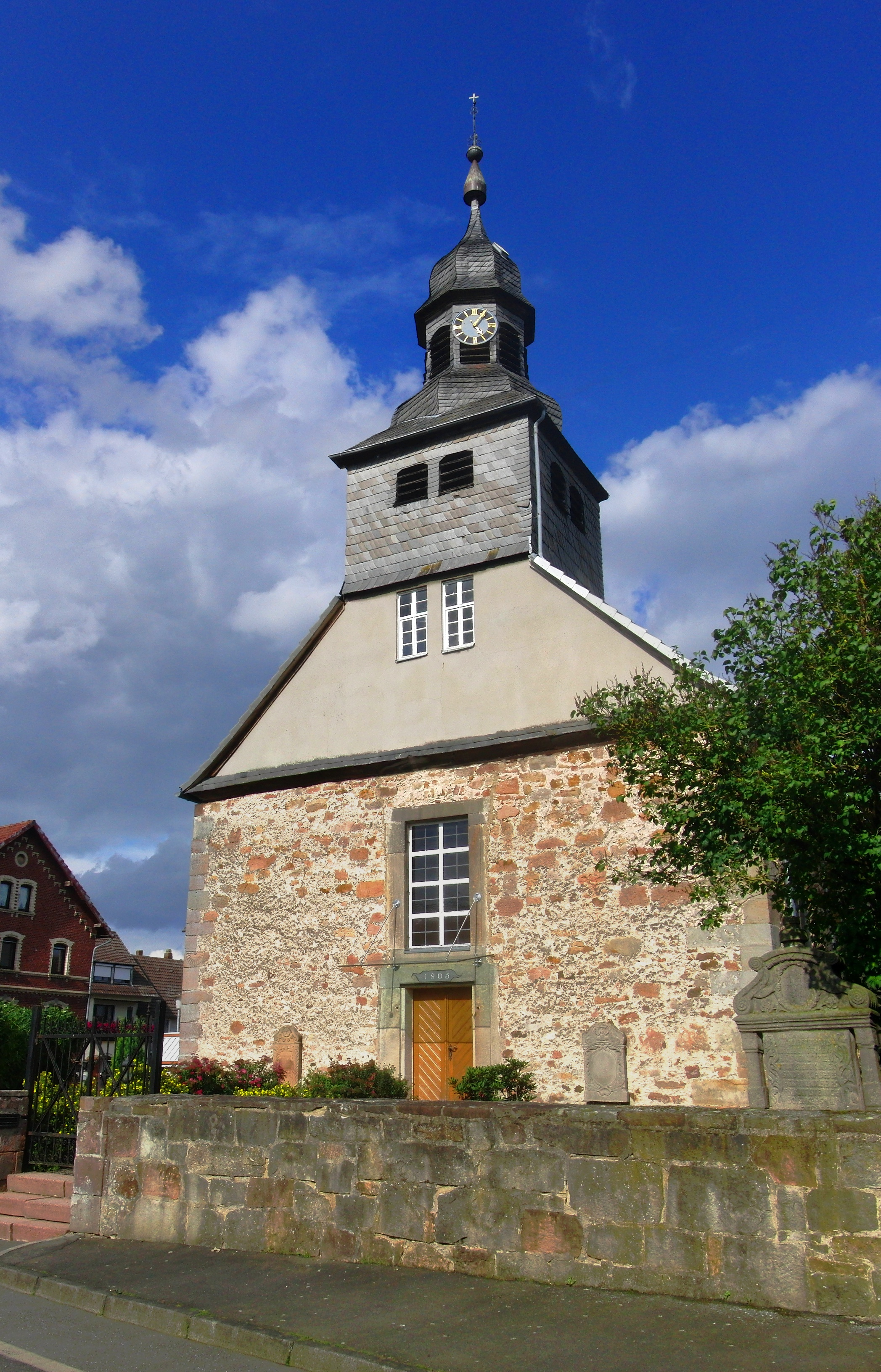
Kirche

Die älteste bekannte schriftliche Erwähnung von Zella erfolgte im Jahr 1224. Der Name des Dorfes wird von Cella, einer mönchischen Ansiedlung, aus der Höfe und Dörfer wurden, abgeleitet. Weitere Erwähnungen erfolgten unter den Ortsnamen (in Klammern das Jahr der Erwähnung): Cellum/de Cello (1224), Celle (1254), Zell (1575), Zella (1639). Im Dreißigjährigen Krieg wurde das Dorf am 14. November 1640, am Tage vor dem Gefecht am Riebelsdorfer Berg, ebenso wie Niedergrenzebach, Steina, Leimbach, Loshausen, Ransbach, und Salmshausen, von kaiserlichen Truppen des Generals Hans Rudolf von Breda vollständig niedergebrannt.
Zum 31. Dezember 1971 wurde im Zuge der Gebietsreform in Hessen die bis dahin selbständige Gemeinde Gungelshausen auf freiwilliger Basis nach Zella eingemeindet und gleichzeitig fusionierten Zella, Willingshausen und Merzhausen zur neuen Gemeinde Antrefftal.
Antrefftal wurde am 1. Januar 1974 mit fünf weiteren Orten zu einer größeren Gemeinde vereinigt wurde. Die neue Gemeinde gab sich den Namen Willingshausen, die Gemeindeverwaltung wurde jedoch im Ortsteil Wasenberg angesiedelt. Für alle ehemals eigenständigen Gemeinden wurde je ein Ortsbezirk mit Ortsbeirat und Ortsvorsteher nach der Hessischen Gemeindeordnung gebildet.

## Bevölkerung
Einwohnerstruktur 2011
Nach den Erhebungen des Zensus 2011 lebten am Stichtag, dem 9. Mai 2011, in Zella 498 Einwohner. Darunter waren 3 (0,6 %) Ausländer.
Nach dem Lebensalter waren 90 Einwohner unter 18 Jahren, 213 zwischen 18 und 49, 84 zwischen 50 und 64 und 108 Einwohner waren älter. Die Einwohner lebten in 189 Haushalten. Davon waren 30 Singlehaushalte, 54 Paare ohne Kinder und 84 Paare mit Kindern, sowie 18 Alleinerziehende und 6 Wohngemeinschaften. In 18 Haushalten lebten ausschließlich Senioren und in 75 Haushaltungen lebten keine Senioren.
Einwohnerentwicklung
| Quelle: Historisches Ortslexikon |                                              |
| • 1502:                          | 28 Männer                                    |
| • 1585:                          | 37 Hausgesesse                               |
| • 1639:                          | 25 Männer, 2 Witwen                          |
| • 1681:                          | 22 Hausgesesse, 3 Ausschuss, ein Junggeselle |
| • 1746:                          | 37 Wohnhäuser, 242 Einwohner                 |

| Zella: Einwohnerzahlen von 1834 bis 2015 | Zella: Einwohnerzahlen von 1834 bis 2015 | Zella: Einwohnerzahlen von 1834 bis 2015 | Zella: Einwohnerzahlen von 1834 bis 2015 | Zella: Einwohnerzahlen von 1834 bis 2015 |
| --- | ---------------------------------------- | ---------------------------------------- | ---------------------------------------- | ---------------------------------------- |
| Jahr |                                          |                                          |                                          | Einwohner                                |
| 1834 | 1834                                     |                                          | 412                                      | 412                                      |
| 1840 | 1840                                     |                                          | 410                                      | 410                                      |
| 1846 | 1846                                     |                                          | 396                                      | 396                                      |
| 1852 | 1852                                     |                                          | 416                                      | 416                                      |
| 1858 | 1858                                     |                                          | 406                                      | 406                                      |
| 1864 | 1864                                     |                                          | 423                                      | 423                                      |
| 1871 | 1871                                     |                                          | 388                                      | 388                                      |
| 1875 | 1875                                     |                                          | 373                                      | 373                                      |
| 1885 | 1885                                     |                                          | 378                                      | 378                                      |
| 1895 | 1895                                     |                                          | 375                                      | 375                                      |
| 1905 | 1905                                     |                                          | 351                                      | 351                                      |
| 1910 | 1910                                     |                                          | 371                                      | 371                                      |
| 1925 | 1925                                     |                                          | 403                                      | 403                                      |
| 1939 | 1939                                     |                                          | 447                                      | 447                                      |
| 1946 | 1946                                     |                                          | 649                                      | 649                                      |
| 1950 | 1950                                     |                                          | 618                                      | 618                                      |
| 1956 | 1956                                     |                                          | 525                                      | 525                                      |
| 1961 | 1961                                     |                                          | 417                                      | 417                                      |
| 1967 | 1967                                     |                                          | 538                                      | 538                                      |
| 1980 | 1980                                     |                                          | ?                                        | ?                                        |
| 1990 | 1990                                     |                                          | ?                                        | ?                                        |
| 2000 | 2000                                     |                                          | ?                                        | ?                                        |
| 2011 | 2011                                     |                                          | 246                                      | 246                                      |
| 2015 | 2015                                     |                                          | 504                                      | 504                                      |
| Datenquelle: Historisches Gemeindeverzeichnis für Hessen: Die Bevölkerung der Gemeinden 1834 bis 1967. Wiesbaden: Hessisches Statistisches Landesamt, 1968. Weitere Quellen: Gemeinde Willingshausen; Zensus 2011 |                                          |                                          |                                          |                                          |

Historische Religionszugehörigkeit
| Quelle: Historisches Ortslexikon |                                                                   |
| • 1861:                          | 404 evangelisch-reformierte, 3 evangelisch-lutherische Einwohner  |
| • 1885:                          | 378 evangelische (= 100 %) Einwohner                              |
| • 1961:                          | 473 evangelische (= 91,47 %), 44 katholische (= 8,51 %) Einwohner |

Historische Erwerbstätigkeit
| • 1746: | zwei Schmiede, ein Wagner, ein Maurer, 5 Schneider, 4 Leineweber, zwei Schenken, ein Müller, 7 Tagelöhner                           |
| • 1838  | Familien: 20 Ackerbau, 29 Gewerbe, 15 Tagelöhner                                                                                    |
| • 1961  | Erwerbspersonen: 129 Land- und Forstwirtschaft, 89 Produzierendes Gewerbe, 25 Handel und Verkehr, 17 Dienstleistungen und Sonstiges |

## Politik
Für Zella besteht ein Ortsbezirk (Gebiete der ehemaligen Gemeinde Zella) mit Ortsbeirat und Ortsvorsteher nach der Hessischen Gemeindeordnung.
Der Ortsbeirat besteht aus fünf Mitgliedern. Bei den Kommunalwahlen in Hessen 2021 betrug die Wahlbeteiligung zum Ortsbeirat 72,34 %. Alle Kandidaten gehörten der „Ortsbeiratsliste Zella“ an. Der Ortsbeirat wählte Jan-Henrik Ebers zum Ortsvorsteher.

## Persönlichkeiten
- Henner Knauf (* 1901 in Zella; † 1976 in Treysa), Maler
- Hans-Reiner Schmidt (* 1958 in Zella), Komponist und Musiker